# Безрадісний провулок (фільм)
«Безрадісний провулок» (нім. Die freudlose Gasse) — німий німецький кінофільм режисера Георга Вільгельма Пабста, знятий в стилі «вуличного фільму», один з перших фільмів «нової речовинності» в кіно.

## Сюжет
Відень часів післявоєнної депресії. У провулку, який називають Безрадісним, в одному житловому будинку живуть дві сім'ї: на першому поверсі Лехнери, на другому — Румфорти. Лехнери бідняки: мати — праля, батько — одноногий інвалід, безробітний, і донька Марія (Аста Нільсен). На життя вони заробити практично не в змозі, і Марія розраховує на вигідний брак з якимось Егоном (Генрі Стюарт). Егон грає на біржі, і йому увесь час потрібні гроші, тому він, не відмовляючись від Марії, сходиться з «напівстітською дамою»; Марія ж, ставши власницею багатого спекулянта, одного дня у приступі ревнощів вбиває свою суперницю і так обставляє справу, що усі підозри падають на Егона.
Румфорти, що живуть над Лехнерами, до певного часу були цілком забезпеченою родиною — глава родини обіймав добре оплачувану посаду міського радника, але важкий час інфляції зрівняв усіх, і Румфорту довелося звільнитися; він почав грати на біржі і невдало, і над цим сімейством так само нависнула загроза голоду. Старша дочка Румфорта, Грета (Грета Гарбо), задля порятунку сім'ї від голоду, приймає пропозицію якоїсь мадам, яка влаштовує їй побачення з багатими людьми і пропонує роботу у своєму нічному вар'єте.
І Лехнери, і Румфорти, як і інші жителі Безрадісного провулку, вимушені систематично зустрічаються в одному місці, у м'ясній крамниці, де господарює її власник Герінгер (Вернер Краус). Щоб купити його м'ясо, люди вишиковуються у довжелезні черги, а кому воно дістанеться, вирішує м'ясник. У цій черзі за м'ясом зрівнюються усі, а м'ясник, що відчуває себе тріумфатором перед нещасними людьми, користується своїм положенням і заманює до себе жінок.
Марія Лехнер урешті-решт зізнається, що суперницю убила вона, а Грету Румфорт після усіляких перипетій позбавляє від всіляких сумнівних пропозицій лейтенант з американського Червоного Хреста (Ейнар Гансон), що закохався в неї. Знаходить свою долю і м'ясник: одного дня молода жінка з черги, якій не дісталося м'яса, благала м'ясника дати їй його для дитини, але той брутально їй відмовив, і тоді вона, увірвавшись до його крамниці, зарізала його.

## В ролях
| Актор / акторка  |   | Роль                |
| ---------------- | - | ------------------- |
| Аста Нільсен     | • | Марія Лехнер        |
| Ґрета Ґарбо      | • | Ґрета Румфорт       |
| Агнеса Естергазі | • | Регіна Росеноф      |
| Вернер Краус     | • | м'ясник Герінгер    |
| Генрі Стюарт     | • | Егон Штірнер        |
| Ейнар Гансон     | • | лейтенант Девіс     |
| Григорій Хмара   | • | кельнер             |
| Карл Етлінґер    | • | Макс Росеноф        |
| Ілка Ґрюнінґ     | • | фрау Росеноф        |
| Яро Фюрт         | • | консультант Румфорт |

## Цікаві факти
- У фільму Пабст застосував розроблений ним метод невидимого монтажу: він робив вставку під новим ракурсом у той момент, коли фігура або предмет переміщувалися екраном. Це не лише дозволяло монтажу бути менш помітним, але і забезпечувало більш плавну течію дії сюжету[1].
- Реалістична суворість Пабста, який відтворив у фільмі зубожіння дрібнобуржуазного класу, неприємно уразила багатьох його сучасників. У Англії прокат цієї стрічки було заборонено, її копії, що демонструвалися в Італії, Франції, Австрії та інших країнах, піддалися значним скороченням[2].